# Захаровское сельское поселение (Костромская область)
Заха́ровское се́льское поселе́ние — муниципальное образование в Красносельском районе Костромской области России.
Административный центр — деревня Захарово.

## История
Захаровское сельское поселение образовано 30 декабря 2004 года в соответствии с Законом Костромской области № 237-ЗКО, установлены статус и границы муниципального образования.

## Население
| 2008 | 2010 | 2012 | 2013 | 2014 | 2015 | 2016 |
| ---- | ---- | ---- | ---- | ---- | ---- | ---- |
| 541  | ↘389 | ↘379 | ↘369 | ↗373 | ↗379 | ↘360 |
| 2017 | 2018 | 2019 | 2020 | 2021 |      |      |
| ↘351 | ↘332 | ↘319 | ↘304 | ↗380 |      |      |

## Состав сельского поселения
| № | Населённый пункт | Тип населённого пункта          | Население |
| - | ---------------- | ------------------------------- | --------- |
| 1 | Афанасово        | деревня                         | ↗225      |
| 2 | Борисково        | деревня                         | ↗5        |
| 3 | Быково           | деревня                         | →0        |
| 4 | Вложкино         | деревня                         | ↗1        |
| 5 | Захарово         | деревня, административный центр | ↗234      |
| 6 | Малиновая        | деревня                         | →0        |
| 7 | Никифорово       | деревня                         | ↗10       |
| 8 | Светлые Рогачи   | деревня                         | ↗4        |
| 9 | Темные Рогачи    | деревня                         | ↗7        |